# Komando (III Rzesza)
Komando (niem. Kommando) – podstawowa komórka w organizacji pracy w niemieckich obozach koncentracyjnych, składająca się z kilku, kilkudziesięciu bądź nawet kilkuset więźniów, na czele których stał więzień funkcyjny kapo.
Komanda wywodzą się z organizacji pracy pierwszych transportów, które budowały obóz od podstaw (stawiały baraki, kopały rowy i tym podobne).
W systemie śmiertelnego wycieńczania pracą dostanie się do określonego komanda było kwestią życia lub śmierci. Do najtrudniejszych komand należały zatrudnione przy fizycznej pracy na zewnątrz. Zimą zbierały one największą liczbę ofiar. W niektórych perspektywa życia nie była większa niż 2–3 tygodnie. Do najlżejszych, rokujących dłuższe przeżycie, należała na przykład praca w kuchni, w orkiestrze obozowej, w administracji, czy praca przy sortowaniu różnego rodzaju mienia po zagazowanych, w „Kanadzie”.
Komanda pracujące na zewnątrz obozu stwarzały z kolei szansę więźniom na „zorganizowanie” dodatkowych racji żywnościowych, nielegalnych narzędzi, lekarstw (często przy pomocy okolicznej ludności). Były one ułatwieniem dla szukających ucieczki z obozu.
Psychicznie najcięższą pracą była ta przy opróżnianiu komór gazowych i obsłudze krematoriów (to komando było prawie zawsze złożone wyłącznie z Żydów), nazywane w Auschwitz-Birkenau Sonderkomandem.
Z rozwojem gospodarczej roli obozów powstawały komanda obsługujące nie tylko sam obóz i jego zbrodniczą machinę, lecz całą siatkę przedsiębiorstw niemieckich. Kierownictwo obozu wynajmowało więźniów, jako tanią siłę roboczą. Niektóre fabryki usytuowane były za daleko od obozu macierzystego, aby codziennie mogły dochodzić do nich komanda więźniów. Wówczas zakładano podobozy.